# Bahnhof Okahandja
Der Bahnhof Okahandja (englisch Okahandja Station) ist der einzige Bahnhof in der namibischen Stadt Okahandja.
Der Bahnhof liegt an der 1902 gebauten Bahnstrecke Windhoek–Kranzberg bei Kilometer 72 und wird von TransNamib betrieben. Das Bahnhofsgebäude soll auf das Jahr 1909 zurückgehen.

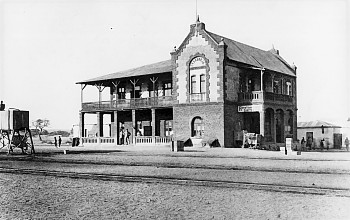
Der Bahnhof 1903
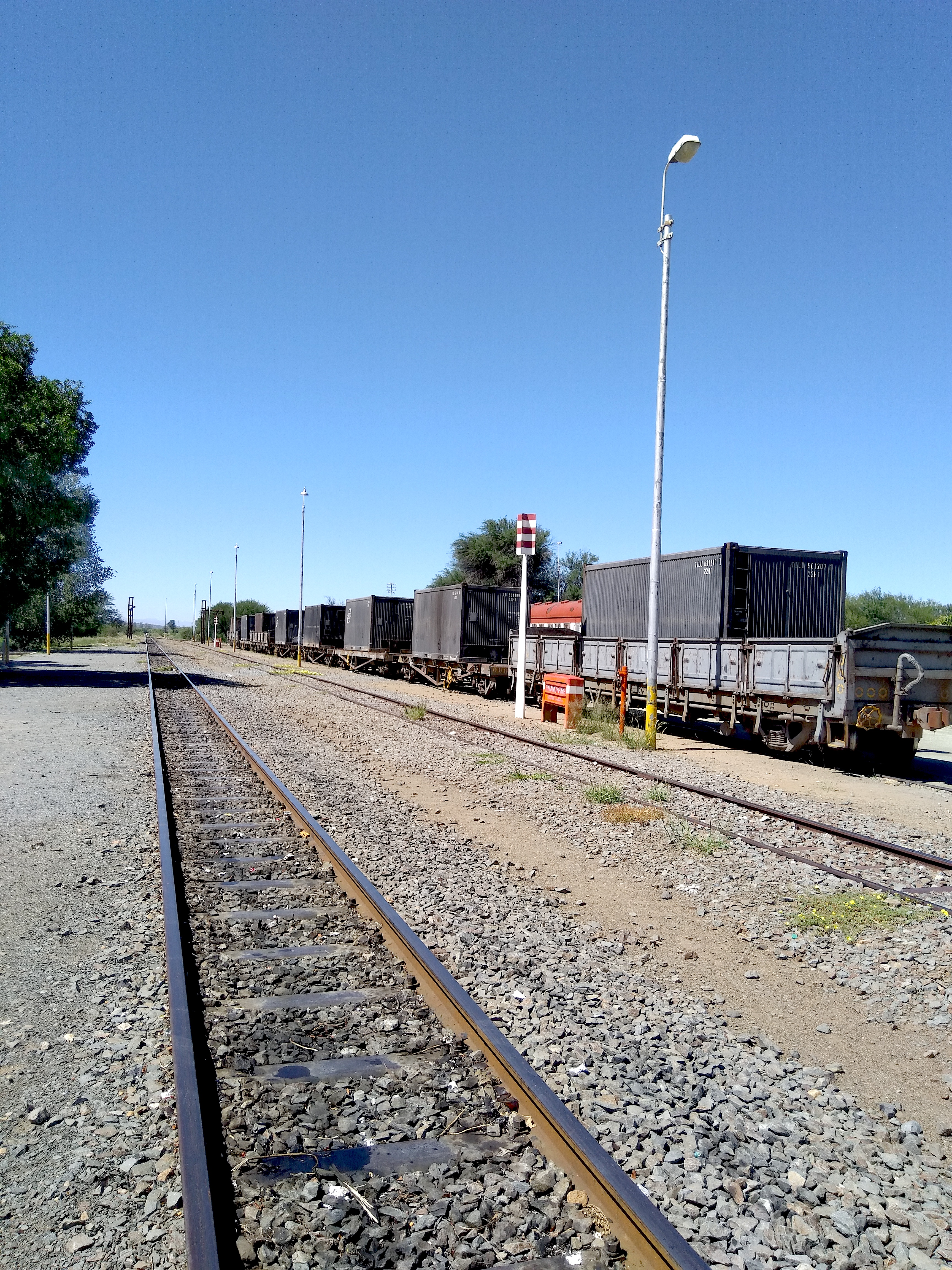
Gleise beim Bahnhof (2018)